# 1965-ös magyar vívóbajnokság
Az 1965-ös magyar vívóbajnokság a hatvanadik magyar bajnokság volt. A férfi tőrbajnokságot május 9-én rendezték meg, a párbajtőrbajnokságot május 13-án, a kardbajnokságot május 14-én, a női tőrbajnokságot pedig május 10-én, mindet Budapesten, a Nemzeti Sportcsarnokban.

## Eredmények
| Versenyszám          | Arany                                     | Arany | Ezüst                        | Ezüst | Bronz                        | Bronz |
| -------------------- | ----------------------------------------- | ----- | ---------------------------- | ----- | ---------------------------- | ----- |
| Férfi tőrvívás       | Kamuti László BVSC                        |       | dr. Kamuti Jenő BVSC         |       | Pacséri Kázmér Újpesti Dózsa |       |
| Férfi párbajtőrvívás | B. Nagy Pál Szolnoki MÁV                  |       | Gábor Tamás Bp. Vörös Meteor |       | Schmitt Pál Bp. Vörös Meteor |       |
| Férfi kardvívás      | Bakonyi Péter Bp. Honvéd                  |       | Meszéna Miklós Vasas SC      |       | Pézsa Tibor Bp. Honvéd       |       |
| Női tőrvívás         | Sákovicsné Dömölky Lídia Bp. Vörös Meteor |       | Marosi Paula Újpesti Dózsa   |       | Gulácsy Mária Bp. Honvéd     |       |